# Donald Haldeman
Donald Stanley "Don" Haldeman, född 29 maj 1947  i Pennsylvania, död 22 februari 2003 i Harleysville i Pennsylvania, var en amerikansk sportskytt.
Haldeman blev olympisk guldmedaljör i trap vid sommarspelen 1976 i Montréal.